# Лединица
Ледница (на словенски: Ledinica) е село в Словения, Горенски регион, община Жири. Според Националната статистическа служба на Република Словения през 2002 г. селото има 78 жители.